# Untersachsen
Untersachsen ist ein Gemeindeteil der Gemeinde Diespeck im Landkreis Neustadt an der Aisch-Bad Windsheim (Mittelfranken, Bayern). Untersachsen liegt in der Gemarkung Diespeck.

## Geografie
Das Dorf liegt am Sachsenbach, einem rechten Zufluss der Aisch, und an einem namenlosen Bach, der dort als linker Zufluss in den Sachsenbach mündet. 0,5 km südlich des Ortes erhebt sich der Geißberg (354 m ü. NHN), 0,5 km nördlich liegt das Waldgebiet Martersbach und 1 km westlich liegt die Hundsleiten. Eine Gemeindeverbindungsstraße führt nach Obersachsen (0,4 km östlich) bzw. am Sensenhammer vorbei nach Diespeck (1,7 km nordwestlich), eine weitere führt die Bundesstraße 8 unterquerend zum Gewerbegebiet Kleinerlbach (1,5 km westlich).

## Geschichte
Im Jahre 796 erhielt Bischof Berowelf von Würzburg von Karl dem Großen ein Kontingent der vertriebenen Sachsen aus Nordalbingien. Ein Teil der Sachsen wurde eingesetzt, das Land des heutigen Ober- und Untersachsen urbar zu machen. Beide Orte werden in einer Urkunde, die im Zeitraum 868–900 entstanden ist, als „Ad Saxones“ erstmals namentlich erwähnt. 1491 gehörten Ober- und Untersachsen zur Pfarrei und zur Stadtvogtei Neustadt, doch während Obersachsen seit 1486 fest an Dettendorf gebunden war und zum Kastenamt Dachsbach gehörte, gehörte Untersachsen zum Kastenamt Neustadt und kam in Bindung zu Eggensee.
Gegen Ende des 18. Jahrhunderts bildete Obersachsen mit Untersachsen eine Realgemeinde. In Untersachsen gab es 5 Anwesen. Das Hochgericht übte das brandenburg-bayreuthische Stadtvogteiamt Neustadt an der Aisch aus. Die Dorf- und Gemeindeherrschaft hatte das Kastenamt Neustadt an der Aisch. Grundherren waren das Kastenamt Neustadt (3 Güter, 1 Häckersgut) und das Rittergut Waldsachsen (1 Anwesen).
Von 1797 bis 1810 unterstand der Ort dem Justizamt Dachsbach und Kammeramt Neustadt. Im Rahmen des Gemeindeedikts wurde Untersachsen dem 1811 gebildeten Steuerdistrikt Diespeck zugeordnet. Es gehörte der 1813 gegründeten Ruralgemeinde Dettendorf an. Mit dem Zweiten Gemeindeedikt (1818) wurde es in die neu gebildete Ruralgemeinde Eggensee umgemeindet. Am 1. Juli 1970 wurde Untersachsen nach Diespeck eingemeindet.

## Einwohnerentwicklung
| Jahr      | 001818 | 001840 | 001861 | 001871 | 001885 | 001900 | 001925 | 001950 | 001961 | 001970 | 001987 |
| Einwohner | 56     | 54     | 68     | 64     | 64     | 67     | 48     | 63     | 44     | 39     | 43     |
| Häuser    | 11     | 12     |        |        | 14     | 12     | 9      | 10     | 9      |        | 11     |
| Quelle    | [ 12 ] | [ 13 ] | [ 14 ] | [ 15 ] | [ 16 ] | [ 17 ] | [ 18 ] | [ 19 ] | [ 20 ] | [ 21 ] | [ 1 ]  |

## Religion
Der Ort ist seit der Reformation evangelisch-lutherisch geprägt und bis heute nach St. Johannes Baptist (Diespeck) gepfarrt.